# Северо-западный диалект каталанского языка
Северо-западный диалект каталанского языка (кат. català nord-occidental) — один из западных диалектов каталанского языка. На нём говорят в комарках Автономного сообщества Каталония (Альта-Рибагорса, Пальярс-Хусса, Пальярс-Собира, Альт-Уржель) и на западе комарок Сольсонес, Сегарра, Ногера, Уржель, Сегрия, Пла-д’Уржель, Гарригес, Рибера-д’Эбре, Приорат. К ареалу его распространения можно также отнести комарки Терра-Альта, Баш-Эбре, Монсия (область переходных говоров к валенсийскому языку) и Западную полосу в Арагоне (Рибагорса, Ла-Литера, Бахо-Синка и Матаррания).
Иногда северо-западный диалект называют льейдским диалектом (кат. lleidatà), хотя говор города Льейды является лишь одним из субдиалектов северо-западного диалекта.
На северо-западном диалекте написаны древнейшие тексты на каталанском языке, в частности «Проповеди Органья». Тем не менее, сегодня основой литературного каталанского языка является другой диалект — центральнокаталанский, который относится к восточной группе диалектов каталанского.
Между диалектами западной группы нет чёткой границы: северо-западный диалект постепенно переходит в валенсийский через территорию, где говорят на валенсийском переходном субдиалекте

## Говоры
В рамках северо-западного диалекта выделяют следующие говоры (субдиалекты) и подговоры:
- Северо-западный базовый диалект, или льейдский
- Рибагорский субдиалект
  - Бенаскийский подговор
- Пальярский субдиалект

Часто к говорам северо-западного диалекта причисляют валенсийский переходный субдиалект

## Фонетика
- В начале слова e переходит в [a] (не на всей территории);
- В конце слова a переходит в [ɛ], [e] или реже в [o]: (ell) torna — ['torne], fina — ['finɛ];
- В односложных словах a всегда произносится как [a]: ma tia — [ma 'tiɛ];
- В отличие от восточных диалектов, безударные a и e не переходят в нейтральный [ə]: passer — [pa’sa], besar — [be’za];
- Безударное o не переходит в [u]: posar — [po’za];
- E, которое этимологически происходит от латинского закрытого e, остаётся закрытым (в восточных диалектах произносится [ɛ]): cadena, alé, qué;
- Звуки [b] и [v] не различаются;
- -r в конце глаголов не произносится в любой позиции: cantar — [kan’ta], menjar-ho — [men'ʒaw], anar-hi — [a’naj];
- Переход латинского -ct- в [it], а не [t], как в литературном языке: lacte → lleit;
- Переход [ʒ] или [dʒ] в [j]: pujar → [pu’ja]

## Морфология
- На значительной части территории наряду с нормативными артиклями мужского рода el и els употребляются lo и los;
- Слабые местоимения перед согласными переходят в полную форму: em dic → me dic («меня зовут»). Стандартные местоимения ens и us переходят в mos и vos, как на большей части валенсийского диалекта

## Лексика
Лексика характеризуется многочисленными диалектизмами, часто идентичными таковым в Автономном сообществе Валенсия и которые считаются там нормативными (ниже представлены синонимические пары северо-западного и центральнокаталанского диалектов):
- espill — mirall, «зеркало»
- melic — llombrígol, «пуп»
- xic — noi, «парень»
- corder — xai, «ягненок»
- romer — romaní, «розмарин»
- catxap — conillet, «маленький кролик»
- sangartalla — sargantana, «ящерица»
- pegar — encomanar, «положить»
- voler — estimar, «любить»